# Coenagrion lunulatum
Espèce
Statut de conservation UICN

 NE  : Non évalué
Coenagrion lunulatum, l'agrion à lunules est une espèce d'insectes odonates zygoptères de la famille des coenagrionidés, présente de l’ouest et du nord de l'Europe à l'est de l'Asie et de l'Asie mineure.
Cette espèce est extrêmement rare en Europe occidentale et n'est connue avec certitude en France que de quelques stations du Massif central.  Son nom scientifique et son nom vernaculaire français se réfèrent aux marques en forme de lunule situées sur le second segment abdominal de l’imago mâle.

## Description
La longueur totale du corps des imagos de Coenagrion lunulatum est comprise entre 30 et 33 millimètres et leur envergure entre 38 et 45 millimètres.
Le mâle adulte arbore une couleur bleu profond sur l'ensemble des parties dorsales. Il présente habituellement trois marques noires en forme de lunules nettement séparées sur le second segment de l’abdomen, deux  situées latéralement et une en position subapicale, non reliée à l’apex du segment. Les parties inférieures du corps sont généralement de coloration vert clair, particulièrement sous la tête et le thorax. Il peut exister cependant des individus dont les parties inférieures sont de couleur bleue, ou d'autres dont la lunule subapicale est reliée à l'apex du second segment. La face supérieure de l'abdomen est dominée de noir, à l’exception de quatre anneaux bleus de faible étendue situés à la base des segments trois à six, ainsi que d’une bande bleue terminale couvrant les segments huit et neuf. La proportion de noir du troisième segment est au moins supérieure à la moitié de sa longueur,, celle du quatrième segment est au moins supérieure à la moitié ou aux deux tiers de sa longueur, celle des cinquième et sixième segments est au moins supérieure aux deux tiers de leur longueur. La face supérieure du dixième segment de l'abdomen est de couleur noire.
La femelle adulte se distingue du mâle par la coloration verte ou brunâtre de ses faces dorsale et ventrale et par la partie supérieure de son abdomen entièrement sombre, ponctuée d'un anneau bleu nettement marqué situé à la base du huitième segment. La marque noire disposée à l'apex de ce segment présente un aspect triangulaire caractéristique.
Le mâle peut-être confondu avec celui de Coenagrion hastulatum, espèce souvent présente sur les mêmes sites, dont la marque en forme de fer de lance hasté située à l'apex du second segment de l'abdomen peut varier jusqu’à prendre l’aspect d'une lunule isolée. Il s'en différencie par l’absence de motif noir lancéolé sur le troisième segment abdominal, par l’absence de trait coloré entre les tâches postoculaires, par la bordure postérieure du pronotum de forme trilobée, et par son appendice anal présentant des cercoïdes plus longs que les cerques.
La femelle présente une physionomie proche de la plupart des femelles de la famille des Coenagrionidae, et peut en particulier être confondue avec certaines femelles d’enallagma cyathigerum. Elle se distingue de ces dernières par la bordure postérieure du pronotum profondément incisée par deux indentations séparées par un lobe médian,.

## Systématique et dénominations

### Taxinomie et synonymie
Coenagrion lunulatum a été décrit de Silésie en 1840 dans le genre Agrion (Fabricius 1775), par l'entomologiste allemand Toussaint von Charpentier. Il a été transféré dans le genre Coenagrion à la suite de la description de ce genre par l'entomologiste anglais William Kirby en 1890.
Le synonyme agrion vernale (Hagen, 1839), devenu Coenagrion vernale après le renommage du genre par Kirby en 1890 est demeuré en usage jusqu'au cours des années 1980, mais il s'agit d'un nomen nudum. L'épithète spécifique vernale proposé en 1839 par Hagen a en effet été reconnu irrecevable en 1974, à la suite de l’étude de Mielewczyk sur la synonymie du taxon précisant que Hagen n’avait pas accompagné ce nom d’une description de l’espèce.

### Noms vernaculaires
- Français : agrion à lunules
- Anglais : irish damselfly, crescent bluet
- Néerlandais : maanwaterjuffer
- Frison : grieneachje
- Allemand : mond-azurjungfer
- Finnois : kuutytönkorento
- Suédois : månflickslända
- Norvégien : måneblåvannymfe
- Nynorsk : måneblåvassnymfe
- Estonien : kuuliidrik
- Lituanien :  pjautuvinė strėliukė
- Letton : zilganā krāšņspāre
- Polonais : łątka wiosenna
- Tchèque : šidélko jarní
- Slovaque : absence de nom vernaculaire[10]
- Slovène : šotni škratec
- Hongrois : holdkék szitakötő
- Russe : cтрелка весенняя, cтрелка серповидная
- Ukrainien : cтрілка весняна

L'ancien nom vernaculaire français agrion lunulé (De Sélys Longchamps et Hagen, 1850) n'est plus en usage.

## Bioécologie

### Distribution
Coenagrion lunulatum est une espèce eurosibérienne dont l’aire de répartition principale s’étend du nord de l’Europe centrale et de la Scandinavie à la Sibérie et à l’extrême nord-est de la Russie, et dont les populations sont présentes jusqu'en Europe occidentale, au sud de l’Europe centrale et de la Russie, en Turquie, dans le Caucase, au Kazakhstan, en Mongolie et au nord de la Chine. Parfois citée du Japon, elle paraît cependant absente de ce pays.
Elle atteint au nord la limite septentrionale de la forêt boréale et sa marge subarctique, et peut fréquenter localement le domaine arctique.
Les populations d’Europe occidentale et du sud de l'Europe centrale se présentent en îlots géographiquement fragmentés disjoints de l’aire principale, témoins de son recul depuis le début de la période de réchauffement climatique qui a suivi la fin de la dernière glaciation würmienne. Ces îlots se sont maintenus à la faveur de latitudes élevées dans le nord de l'Irlande, et de contextes montagneux dans l'Ardenne belge, les Préalpes bavaroises et du Bade-Wurtemberg (Allemagne), le Massif central (France), le Tyrol (Autriche), et les Carpates (République tchèque, nord de la Hongrie, Roumanie). L'espèce n'a plus été observée depuis plusieurs années dans les Alpes suisses et au nord des Alpes françaises et sa présence y est désormais considérée comme incertaine,.
Les populations du Massif central français sont particulièrement éloignées des plus proches noyaux connus avec certitude, situés en Allemagne et en Belgique. Elles se concentrent sur les hauts reliefs des monts d'Auvergne (Cézallier, monts Dore, monts Dômes, monts du Cantal) et sur les reliefs périphériques (région des Couzes, Artense, Planèze de Saint-Flour), à des altitudes essentiellement comprises entre 1 100 et 1 300 mètres (altitude la plus basse : 545 mètres dans la région des Couzes, altitude la plus élevée : 1 445 mètres dans le Cézallier). On trouve quelques stations isolées à distance importante de ces principaux foyers, sur les hauts reliefs de l'Aubrac, des Cévennes et des monts d'Ardèche, ainsi qu'à plus basse altitude dans les Combrailles.

### Cycle de vie
Les imagos de Coenagrion lunulatum commencent à apparaître tôt en saison et leur durée de vie ne dépasse pas 19 jours. En Europe de l'Ouest, les émergences les plus précoces s’observent dès fin avril au nord, mais sont plus tardives au sud, où elles ne débutent que pendant la seconde décade de juin. Le pic de reproduction se situe entre mi-mai et mi-juin au nord et pendant les trois premières décades de juillet au sud. La période de vol est courte : les derniers individus sont observés de fin juin à fin juillet. Le vol de l'espèce est nettement conditionné par les conditions météorologiques : des mesures effectuées en Allemagne ont montré qu'il nécessitait une température de l'air élevée, supérieure à 25 °C, et un vent faible, d'une vitesse inférieure à 5 m/s.
La durée de la période de maturation n'est pas connue. Les imagos l'accomplissent dans le proche environnement des lieux d'émergence, mais des distances de quelques centaines de mètres ont également été observées. Les accouplements ont lieu à proximité des lieux de ponte, et l'insertion des œufs est effectuée en tandem au sein des tiges immergées de la végétation aquatique. Les éclosions se produisent au bout d'environ trois à quatre semaines.
La biologie des larves est très peu documentée. La durée du développement larvaire est estimée à une ou deux années,, voire à trois ou quatre années au nord de l'aire de répartition, ce qui pourrait impliquer que les larves passent l'hiver en diapause au cours de leur développement. Une diapause hivernale est également envisagée au dernier stade du développement larvaire, si celui-ci ne dépasse pas une année. Il semble par ailleurs que les larves soient en mesure de survivre à de courtes périodes de sécheresse estivale. Les émergences se produisent le plus souvent sur des tiges d’hélophytes, à proximité immédiate de la surface de l'eau.

### Habitat
En Sibérie, l’espèce est ubiquiste et fréquente des milieux diversifiés, comportant une eau douce mésotrophe à eutrophe, voire une eau saumâtre. Cette adaptabilité s'observe également dans l'ensemble des parties de l'aire de répartition soumises à des influences climatiques continentales.
En Europe, Coenagrion lunulatum limite le plus souvent sa présence aux mares et plans d'eau oligotrophes ou mésotrophes des tourbières et des dépressions marécageuses, bien pourvus en végétation hélophyte, en particulier carex, scirpes, linaigrettes, prêles ou molinies,, et dans une moindre mesure hydrophyte comme les potamots,,. Il arrive toutefois dans cette région que l'espèce soit observée dans des eaux dystrophes. Les pièces et plans d'eau sont couramment de Ph acide, présentent des fonds constitués de sable, d'argile ou de tourbe et ne comportent généralement pas de poissons, ou seulement des espèces de taille peu importante. La présence de prairies et de mégaphorbiaies autour des plans d'eau paraît être un facteur favorable à l’espèce,.
Dans l’est de l'Europe, Coenagrion lunulatum s'accommode de contextes anthropisés comme les gravières, et il a été constaté dans le Massif central français que l'espèce appréciait les milieux pionniers ou modifiés par l'homme, en particulier les plans d'eau nouvellement créés.
Dans cette région, l'habitat optimal est constitué d'un plan d’eau d’une superficie minimale de 300 m2, de profondeur supérieure à un mètre, situé à l’abri du vent. Il présente une pente riveraine faible, une végétation constituée d'hélophytes de taille moyenne à basse dominée par des carex, avec présence fréquente de potamots, ce taxon étant ici souvent choisi pour l'insertion des œufs, et son environnement est constitué de prairies pâturées.

## Statut

### Effectifs
L'espèce est souvent abondante dans la partie nordique de son aire de répartition, où elle est qualifiée de commune. En Europe occidentale et au sud de l'Europe centrale, les sites de reproduction se caractérisent par leur dispersion ou leur isolement et par les effectifs souvent réduits voire très faibles qui les occupent, et dans certains cas par l'irrégularité de leur fréquentation. Hormis en Irlande et dans le massif central français, régions comportant un nombre de stations et des effectifs relativement élevés encore considérés en assez bon état de conservation, l'espèce se trouve partout en situation critique. Les recherches récentes montrent ainsi qu'elle a disparu des Carpates slovaques, est vraisemblablement éteinte dans les Alpes suisses et au nord des Alpes françaises et se trouve au bord de l'extinction dans l'Ardenne belge, les Préalpes Bavaroises, le Bade-Wurtemberg, en Autriche et en Hongrie.